# Batalla de Talamanca
La batalla de Talamanca es lliurà els dies 13 i 14 d'agost de l'any 1714 entre tropes de l'exèrcit de Catalunya i l'exèrcit de Felip V durant la Guerra dels Catalans (1713-1714), la darrera campanya militar de la Guerra de Successió Espanyola a Catalunya. El resultat de la batalla fou una victòria per a les tropes catalanes sobre les borbòniques que es retiraren fins a Sabadell. Malgrat tot, però, l'ofensiva del marquès del Poal en auxili de Barcelona es veié aturada posteriorment.

## Antecedents
Talamanca, juntament amb altres poblacions de la muntanya de la Catalunya Central, com Mura, era llavors un punt d'importància geoestratègica, ja que es dominava el pas del coll d'Estenalles, que connectava la plana vallesana amb la Catalunya interior. El Coronel Antoni Desvalls i de Vergós, Marquès del Poal i comandant de les tropes catalanes a l'exterior del setge a Barcelona, havia rebut ordres dels Consellers per dirigir-se immediatament cap a la ciutat i intentés introduir-hi les seves tropes. Al seu torn el duc de Berwick havia alertat el Campo volante de Cataluña, el cos d'exèrcit borbònic que lluitava a l'interior de Catalunya sota les ordres de José Carrillo de Albornoz, comte de Montemar perquè impedís l'avenç de les tropes catalanes. El marquès arribà al castell de Talamanca des d'on va veure l'arribada de les tropes borbòniques que pretenien barrar-li el pas pel costat de Mussarra, masia de l'actual terme municipal de Monistrol de Calders. Tant el marquès del Poal com el comte de Montemar eren coneixedors de la importància d'aquell territori i tots dos aspiraven a dominar-lo, l'un per mantenir comunicacions amb la Barcelona assetjada i intentar trencar el setge i l'altre per tal d'impedir-ho.

## Tropes enfrontades
Les tropes catalanes estaven formades per uns 3.000 homes, majoritàriament fusellers i cavalleria; comptaven també amb un petit contingent d'hússars hongaresos que s'havien quedat voluntàriament a lluitar per Catalunya després de la retirada de les tropes austriacistes el 1713 i una petita unitat de magraners destacats del castell de Cardona. El marquès del Poal havia instal·lat el seu quarter general a la fortalesa de Cardona.
Els borbònics eren a la zona del Pla de Mussarra, situada davant mateix, al nord-est de Talamanca, on instal·laren el seu lloc de comandament. Els borbònics sumaven més de 2.000 homes, gairebé la meitat dels quals de cavalleria, la major part castellans o procedents d'unitats militars espanyoles.

## Batalla
La batalla va començar el dia 13 d'agost, a la riera de Talamanca, i es va prolongar fins al dia 14, amb les tropes catalanes perseguint els borbònics fins a les envistes de Sabadell, amb enfrontaments a Sant Llorenç Savall i a Castellar del Vallès. El triomf de l'exèrcit català en la batalla es degué en bona part al coneixement de la complicada orografia del territori i a la millor vista sobre l'escenari de la batalla, però també a causa del moviment de tenalla aplicat pel Marquès del Poal sobre l'exèrcit borbònic, enviant una part dels seus homes més experts pels flancs de l'enemic. Entre els seus comandaments figuraven alguns dels oficials més destacats de l'exèrcit català: Ermengol Amill, Joan Vilar i Ferrer, Ramon de Rialp, Pere Bricfeus, fill de Castellterçol, Francesc Busquets i Mitjans, de Valldoreix (els dos darrers, però, residents a Terrassa abans d'entrar a l'exèrcit), entre d'altres.

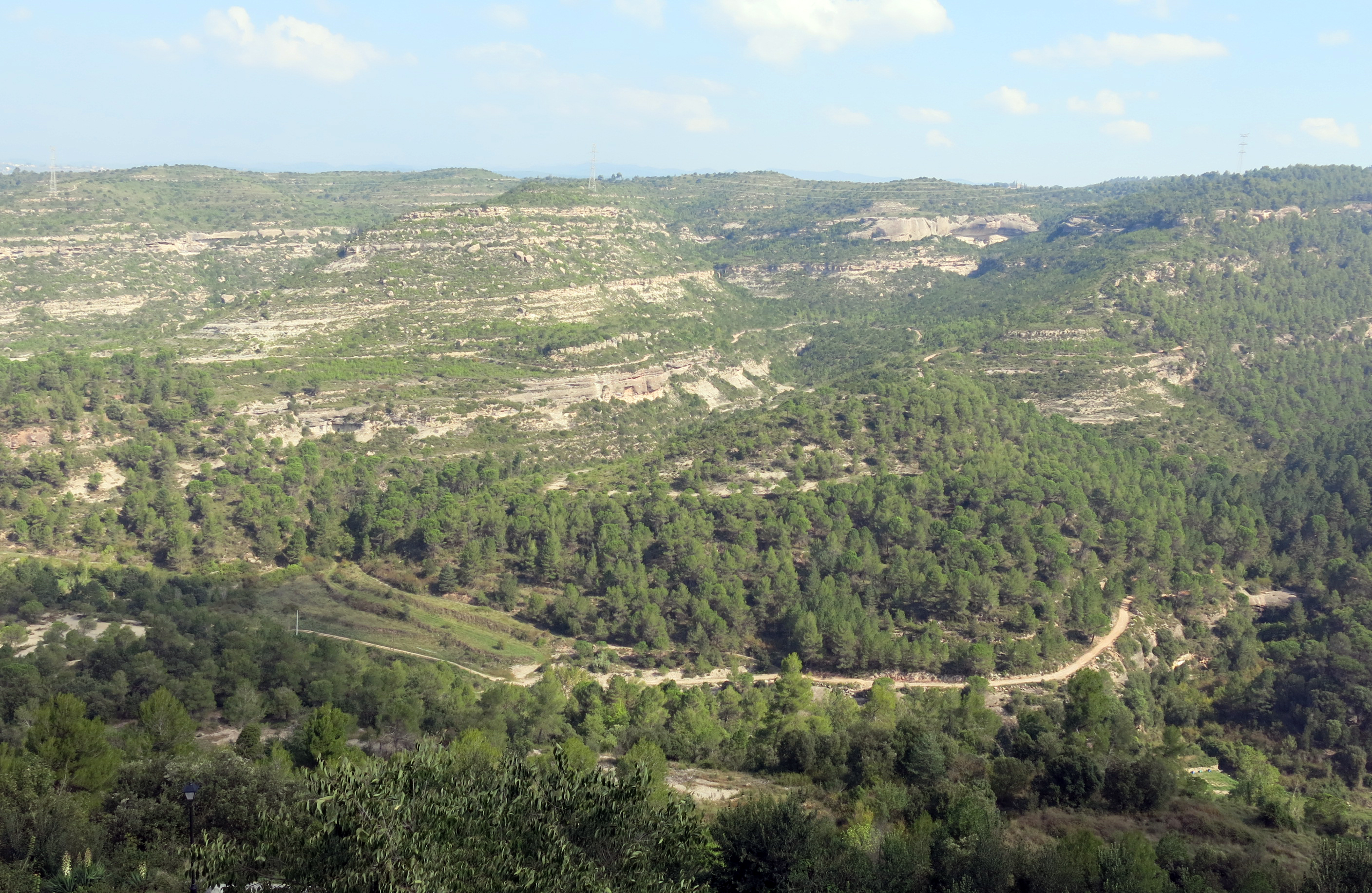
La vall de la riera de Talamanca, escenari de la batalla

Les narracions de l'època parlen d'unes 650 baixes, entre morts i ferits (la carta del Marquès del Poal al Consell de Cent de Barcelona n'esmenta 800). No es pot precisar el nombre exacte de morts, però es pot calcular que aproximadament van morir-hi 100 homes, 80 dels quals borbònics, i al voltant de 20 catalans. El camp de batalla ha estat objecte de prospeccions arqueològiques i ha estat museïtzat a la seu del castell de Talamanca.

## Conseqüències
Tot i aquest triomf del marquès del Poal, la seva ofensiva fou aturada posteriorment i, després de reunir-se a Olesa de Montserrat amb Martí Zuviria, enviat pel general comandant Villarroel, es descartà completament intentar trencar el setge francoespanyol. El marquès replegà les seves tropes, que intentaren colpejar novament les tropes borbòniques en l'assalt a Manresa. Dies després, l'11 de setembre de 1714, la ciutat de Barcelona capitulà davant les tropes borbòniques del duc de Berwick i el 18 de setembre, Manuel Desvalls va haver de rendir el castell de Cardona, darrera plaça de la resistència catalana, al comte de Montemar. Amb Manuel Desvalls, governador del castell de Cardona, capitulà Antoni Desvalls, germà seu, i tots els altres oficials que participaren en la batalla de Talamanca. Aquests fets posaven punt final a la Guerra dels Catalans, i a la seva resistència a ultrança. Fou el darrer episodi de la Guerra de Successió Espanyola a Catalunya.

## Excavació del camp de batalla

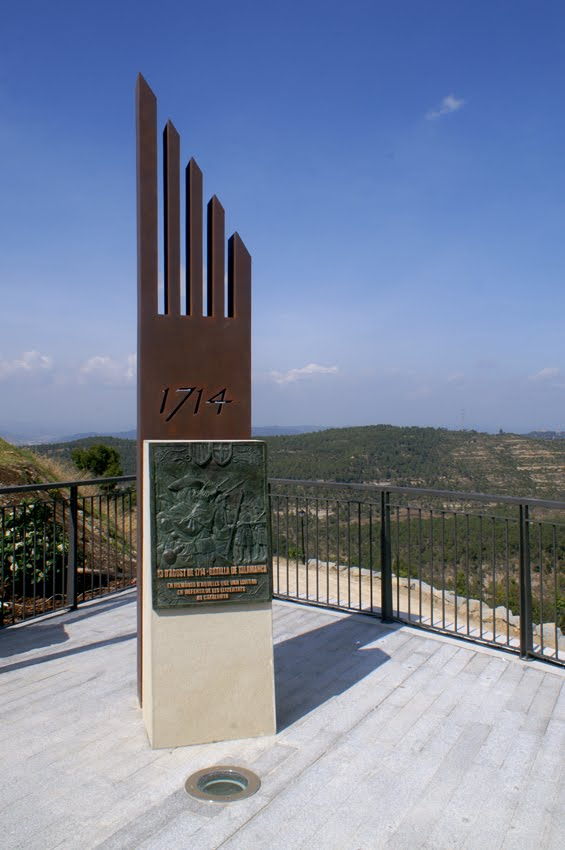
Memorial de guerra de la batalla de Talamanca (1714). A la placa hi ha la inscripció següent: «13 d'agost de 1714 - Batalla de Talamanca / En memòria d'aquells que van lluitar en defensa de les Llibertats de Catalunya»

El 2008 el Departament d'Investigació i Didàctica del Patrimoni (DIDPATRI) de la Universitat de Barcelona va iniciar l'excavació científica del camp de batalla de Talamanca. El projecte fou pioner a Catalunya i s'empraren tècniques d'anàlisi modernes com la prospecció geofísica, el GPS subterrani i el SIG. La recerca es completarà amb simulacions amb supercomputació dels ordres de batalla desplegats a Talamanca pels comandants en cap el 13 d'agost de 1714 a fi d'analitzar les decisions estratègiques i tàctiques ordenades pel coronel Marquès del Poal i el mariscal de camp comte de Montemar; aquesta anàlisi es completarà amb la recreació en 3D de tot el camp de batalla. Així mateix el jaciment arqueològic fou objecte d'un dels episodis del programa Sota Terra de la Televisió de Catalunya dirigit per l'arqueòleg Eudald Carbonell.

## Memorial de guerra
El 26 de març del 2011 s'erigí un memorial de guerra format per una escultura i una placa commemorativa on es pot llegir «13 d'agost de 1714 - Batalla de Talamanca / En memòria d'aquells que van lluitar en defensa de les Llibertats de Catalunya». La peça d'acer fou obra de Jaume Soldevila i la placa de bronze fou elaborada per Mar Hernàndez Pongiluppi i Enric Passolas. El memorial es completà amb una estació didàctica formada per diverses planxes informatives sobre la contesa bèl·lica.
La cerimònia d'inauguració fou presidida pel Conseller d'Interior de la Generalitat de Catalunya Felip Puig i l'alcalde del poble, Josep Tarín, que anuncià la dinamització econòmica que suposarà per al petit municipi bagenc el fet d'atreure turisme cultural, i que al monument seguiria la inauguració d'un centre d'interpretació a la sala gòtica d'armes del castell de Talamanca.
La urbanització de l'espai i el monument foren sufragats pel municipi, mentre que la placa i l'estació didàctica foren costejats pel DIDPATRI de la Universitat de Barcelona, el cap del qual, Francesc Xavier Hernàndez Cardona, remarcà en la seua intervenció que la investigació històrica no té sentit si no va acompanyada de la subsegüent divulgació i socialització del coneixement entre la ciutadania, així com del desenvolupament econòmic d'indústries culturals a l'entorn de la Història. També hi va contribuir l'actual Marquès del Poal, Joan Manuel Desvalls i Maristany, descendent directe d'Antoni Desvalls i de Vergós.